# Joachim Bottieau
Joachim Bottieau (ur. 20 marca 1989) – belgijski judoka. Dwukrotny olimpijczyk. Zajął dziewiąte miejsce w Londynie 2012 i dziewiętnaste w Rio de Janeiro 2016. Walczył w wadze półśredniej.
Siódmy na mistrzostwach świata w 2013; uczestnik zawodów w 2010, 2011, 2014, 2015 i 2017. Startował w Pucharze Świata w latach 2009−2015 i 2017−2019. Brązowy medalista mistrzostw Europy w 2012 i 2013. Trzeci na uniwersjadzie w 2009 roku.

## Letnie Igrzyska Olimpijskie 2012
| Konkurencja | Rundy eliminacyjne        | Rundy eliminacyjne    | Klas. końcowa |
| Konkurencja | 1/16                      | 1/8                   | Miejsce       |
| ----------- | ------------------------- | --------------------- | ------------- |
| 81 kg       | Omar Simmonds Pea (PAN) Z | Iwan Nifontow (RUS) P | 9.            |

## Letnie Igrzyska Olimpijskie 2016
| Konkurencja | Rundy eliminacyjne        | Klas. końcowa |
| Konkurencja | 1/16                      | Miejsce       |
| ----------- | ------------------------- | ------------- |
| 81 kg       | Matteo Marconcini (ITA) P | 19.           |